# Wax-spel

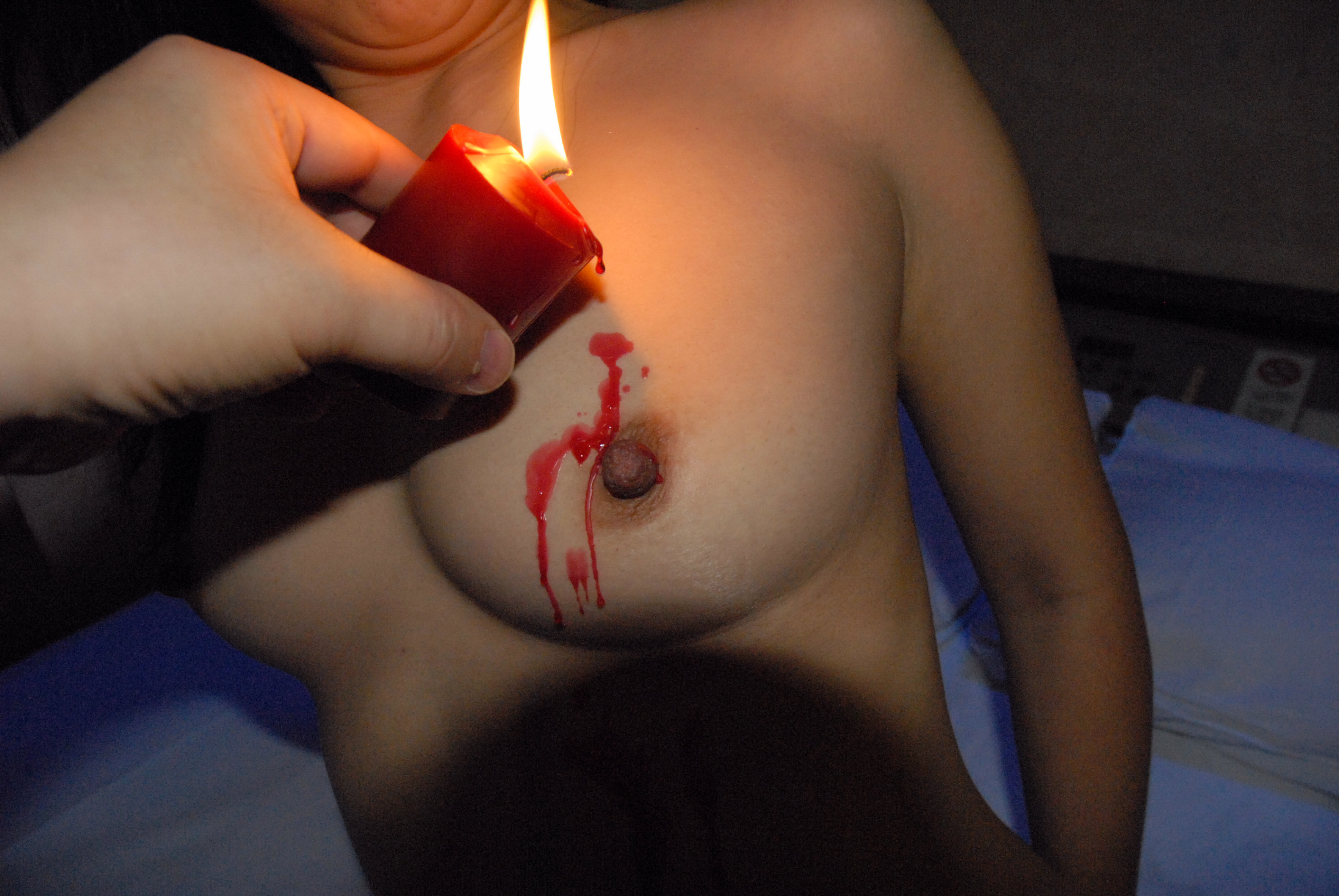
Kaarsvet druppelend op een tepel

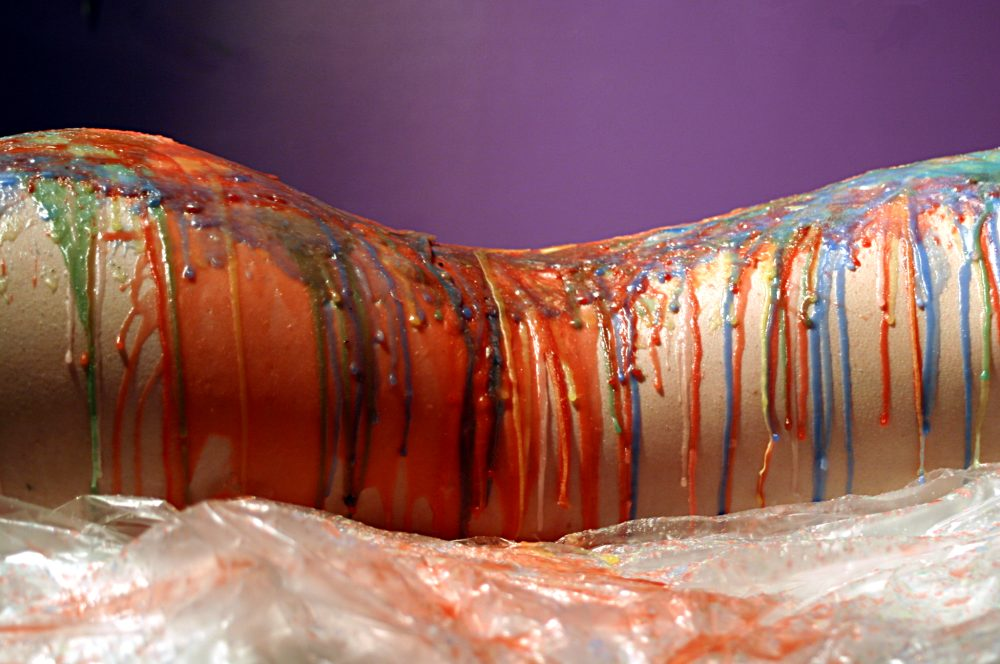
Paraffine in staaltjes uitgegoten over de rug

Het wax-spel – ook wel kaarsvet-spel – is een sensueel spel met vloeibare warme dan wel hete paraffine. Meestal is dit het vloeibare vet van een brandende kaars dat op de huid wordt gedruppeld. Ook weleens een hoeveelheid paraffine, gesmolten in een pot of pan waarna het - al dan niet met een lepel - wordt uitgegoten. De hoge temperatuur van de wax of paraffine geeft bij het neerkomen op de huid een licht schrikeffect bij de persoon die het ontvangt. De ene persoon kan meer van deze hitte verdragen dan een ander. Ook de plek waarop het neerkomt, zal het effect meer of minder hevig zijn. Op de tepels of penis zal dit gevoeliger zijn dan bijvoorbeeld op de rug of billen. De ervaring en het uitoefenen van het wax-spel kan worden opgedaan en beleefd door zowel stellen, groepen als ook personen bij zichzelf.
Paraffine heeft een variabele smelttemperatuur afhankelijk van de ketenlengte en zuiverheid, vaak ligt deze rond 50-60°C. Dit kan hoger of lager zijn al naargelang het type of toevoeging. Wanneer er minerale olie aan toegevoegd is zal deze wat lager liggen en als er stearine aan toegevoegd is hoger. Van bijenwas-kaarsen is deze een paar graden warmer dan die van paraffine. Gesmolten paraffine heeft een kookpunt van boven de 350°C, te warme was of was met een te hoog smeltpunt kan dus ernstige brandwonden veroorzaken. Het is dus belangrijk dat men op de hoogte is van de smelttemperatuur van de was en deze niet ver laat opwarmen. Bij het neerkomen van de wax op de huid koelt deze zeer snel af waardoor het druppelen of gieten langere tijd achter elkaar verdragen kan worden.
In de uitzending van VARA's Nachtshow op 28 november 1986 werd een wax-spel opgevoerd en kreeg het in Nederland zijn eerste publieke bekendheid. Hier werd het als zachte "beginnersvariant" van sm-seks voorgesteld.